# André Gasiglia
André (Armand) Baptiste Gasiglia (ur. 2 września 1885 w Nicei) – francuski zapaśnik walczący w stylu klasycznym. Olimpijczyk z Antwerpii 1920, gdzie zajął siedemnaste miejsce w wadze ciężkiej.

## Letnie Igrzyska Olimpijskie 1920
| Konkurencja             | Rundy eliminacyjne     | Turniej o srebrny medal | Turniej o brązowy medal | Klas. końcowa |
| Konkurencja             | 1/16                   | Przeciwnik I            | Przeciwnik I            | Miejsce       |
| ----------------------- | ---------------------- | ----------------------- | ----------------------- | ------------- |
| +82,5 kg styl klasyczny | Adolf Lindfors (FIN) P | Poul Hansen (DEN) P     | Edward Willkie (USA) P  | 17.           |